# Heage
Heage är en ort i civil parish Ripley, i distriktet Amber Valley, i Storbritannien. Den ligger i grevskapet Derbyshire och riksdelen England, i den södra delen av landet, 190 km nordväst om huvudstaden London. Heage ligger 118 meter över havet och antalet invånare är 2 698. Heage var en civil parish 1866–1974 när blev den en del av Belper. Civil parish hade 4 433 invånare år 1951.
Terrängen runt Heage är platt åt sydost, men åt nordväst är den kuperad. Runt Heage är det tätbefolkat, med 511 invånare per kvadratkilometer. Närmaste större samhälle är Derby, 14,3 km söder om Heage. Omgivningarna runt Heage är en mosaik av jordbruksmark och naturlig växtlighet.